# Le Cheval de fer (film, 1984)
 (décembre 2012).
Si vous disposez d'ouvrages ou d'articles de référence ou si vous connaissez des sites web de qualité traitant du thème abordé ici, merci de compléter l'article en donnant les références utiles à sa vérifiabilité et en les liant à la section « Notes et références ».
Pour les articles homonymes, voir Le Cheval de fer.
Pour plus de détails, voir Fiche technique et Distribution.
Le Cheval de fer est un court-métrage d'animation belge réalisé par Gérald Frydman en 1984 et qui a obtenu la Palme d'or du court métrage au festival de Cannes la même année.

## Synopsis
Le film raconte l'histoire du pari de Leland Stanford, baron du rail, sur le galop du cheval. Il fait appel au photographe Eadweard Muybridge, qui met au point un système pour analyser le mouvement.

## Fiche technique
- Titre : Le Cheval de fer
- Réalisation : Gérald Frydman
- Scénario : Gérald Frydman
- Décors : Claude Lambert
- Montage : Gérald Frydman
- Musique : Alain Pierre
- Production : Pierre Levie
- Distribution : Pierre Levie
- Pays d'origine : Belgique
- Langue : français
- Format : Couleur • 1,33:1 • 35mm
- Genre : Animation et historique
- Durée : 7 minutes
- Dates de sortie :
  -  Belgique : 9 mars 1984

## Distinctions
Récompense
- Festival de Cannes 1984 : Palme d'or du court métrage ex-aequo avec La Peste[2]